# Моргали
Моргали — деревня в Пермском районе Пермского края. Входит в состав Усть-Качкинского сельского поселения.

## Географическое положение
Расположена примерно в 12 км к юго-западу от административного центра поселения, села Усть-Качка.

## Население
| 2010 |
| ---- |
| 5    |

## Улицы
- Подгорная ул.
- Подлесье ул.

## Топографические карты
- Лист карты O-40-76 Юго-камский. Масштаб: 1 : 100 000. Состояние местности на 1983 год. Издание 1984 г.